# Eurocopter AS 355

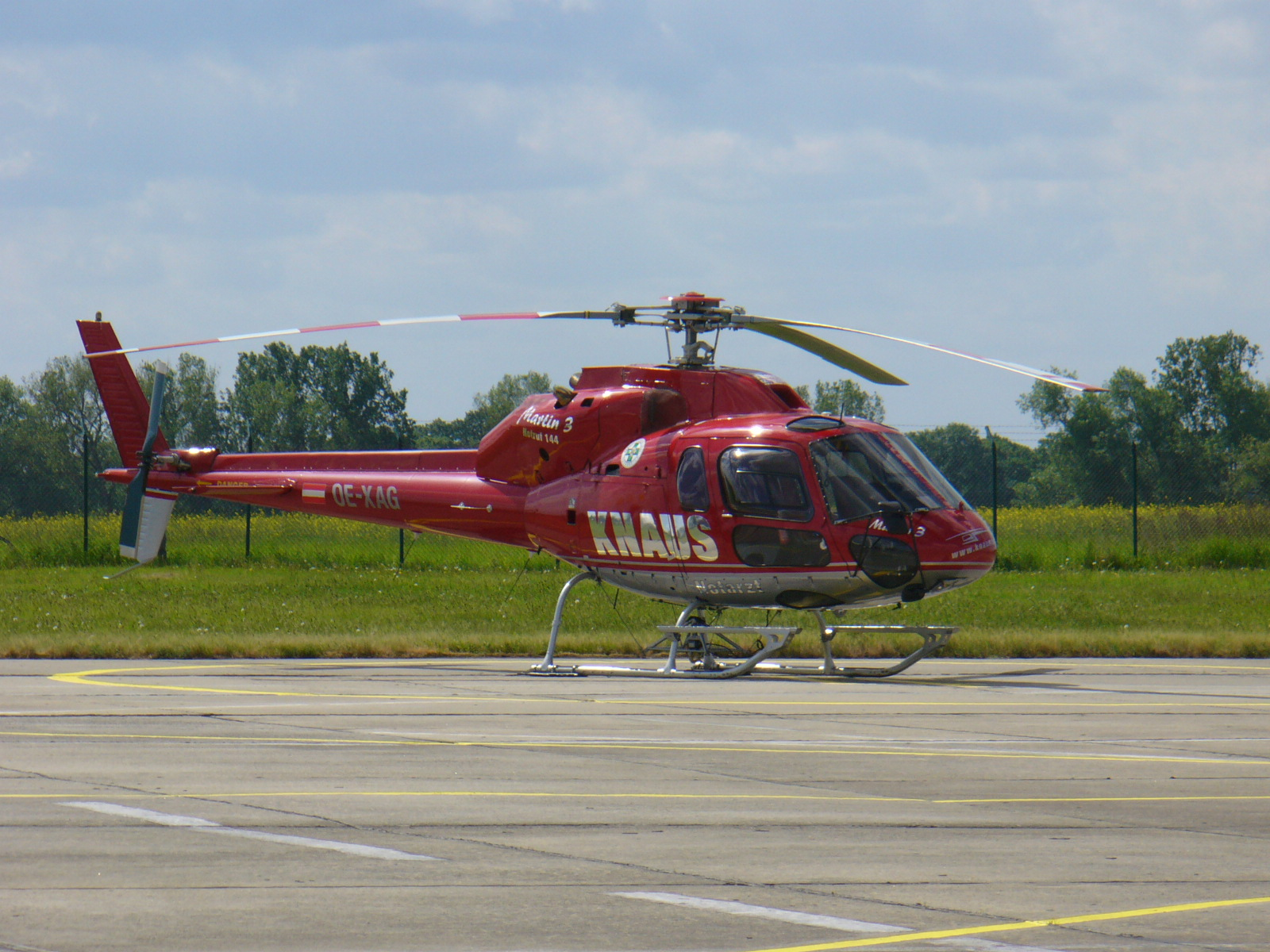
Eurocopter AS 355 F1

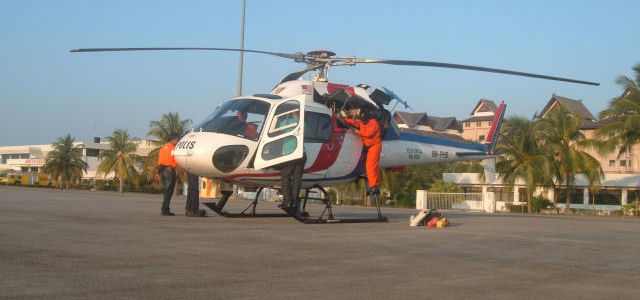
Eurocopter AS 355 N královské malajsijské policie

Eurocopter AS 355 Écureuil 2 (Twin Squirrel) je lehký dvoumotorový víceúčelový vrtulník s třílistým nosným a dvoulistým tlačným vyrovnávacím rotorem. Původně jej vyráběla společnost Aérospatiale, která se později stala součástí Eurocopter Group. V Severní Americe byl na trh uveden pod označením Twin Star. Jednomotorová verze vrtulníku nese označení Eurocopter AS 350 Écureuil.

## Vývoj
Jednomotorová verze vrtulníku byla vyvíjena od počátku 70. let, aby ve výrobě nahradila stroj Aérospatiale Alouette II. První let proběhl 27. června 1974. Dvoumotorová verze označená jako Écureuil 2, Twin Squirrel nebo v Severní Americe Twin Star, vzlétla poprvé 28. srpna 1979. I přes pozdější zavedení moderního vrtulníku Eurocopter EC 130, který vycházel koncepčně ze stroje AS 350, zůstala produkce vrtulníků AS 350 a AS 355 vysoká. Jednomotorové i dvoumotorové verze vrtulníků byly licenčně vyráběny brazilským závodem Helibras.

## Varianty
- AS 355 : První dvoumotorový prototyp označený jako Écureuil 2 nebo Twin Squirrel.
- AS 355 E : První výrobní verze poháněná dvěma turbohřídelovými motory Allison 250. Ve Spojených státech a Kanadě byl vrtulník znám pod označením Twin Star.
- AS 350 F: Vylepšená varianta s modernější hydraulikou a novějšími rotorovými listy.
- AS 350 F1: Verze poháněná dvěma motory Allison C20F. Maximální vzletová hmotnost činila 2500 kg.
- AS 350 F2 : Verze poháněná dvěma turbohřídelovými motory Allison C20F, maximální vzletová hmotnost byla zvýšená na 2540 kg.
- AS 350 M : První vojenská verze vrtulníku AS 355 F1.
- AS 350 M2 : Vojenská verze vrtulníku AS 355 F2. Ve výrobě nahrazena později vrtulníky Eurocopter AS 355 Fennec 2.
- AS 350 N Écureuil 2 : Verze vybavená dvěma výkonnějšími motory Turbomeca Arrius 1A a systémem FADEC. Maximální vzletová hmotnost byla zvýšená na 2600 kg.
- Eurocopter NP Écureuil 2: Verze vrtulníku představena v roce 2007. Vrtulník je poháněn dvěma motory Turbomeca Arrius 1A1 a má zvýšenou maximální vzletovou hmotnost na 2800 kg. Využívá modernější převodovku z jednomotorové verze AS 350 B3.[2]
- HB.355F Esquilo Bi: Licenčně vyráběné vrtulníky brazilským závodem Helibras.
- HB.355N Esquilo Bi : Licenčně vyráběné vrtulníky brazilským závodem Helibras.
- Heli-Lynx 355FX1
- Heli-Lynx 355FX2
- Heli-Lynx 355FX2R
- Starflex AS355F1R
- Starflex AS355F2R

## Vrtulníky AS 355 v Česku

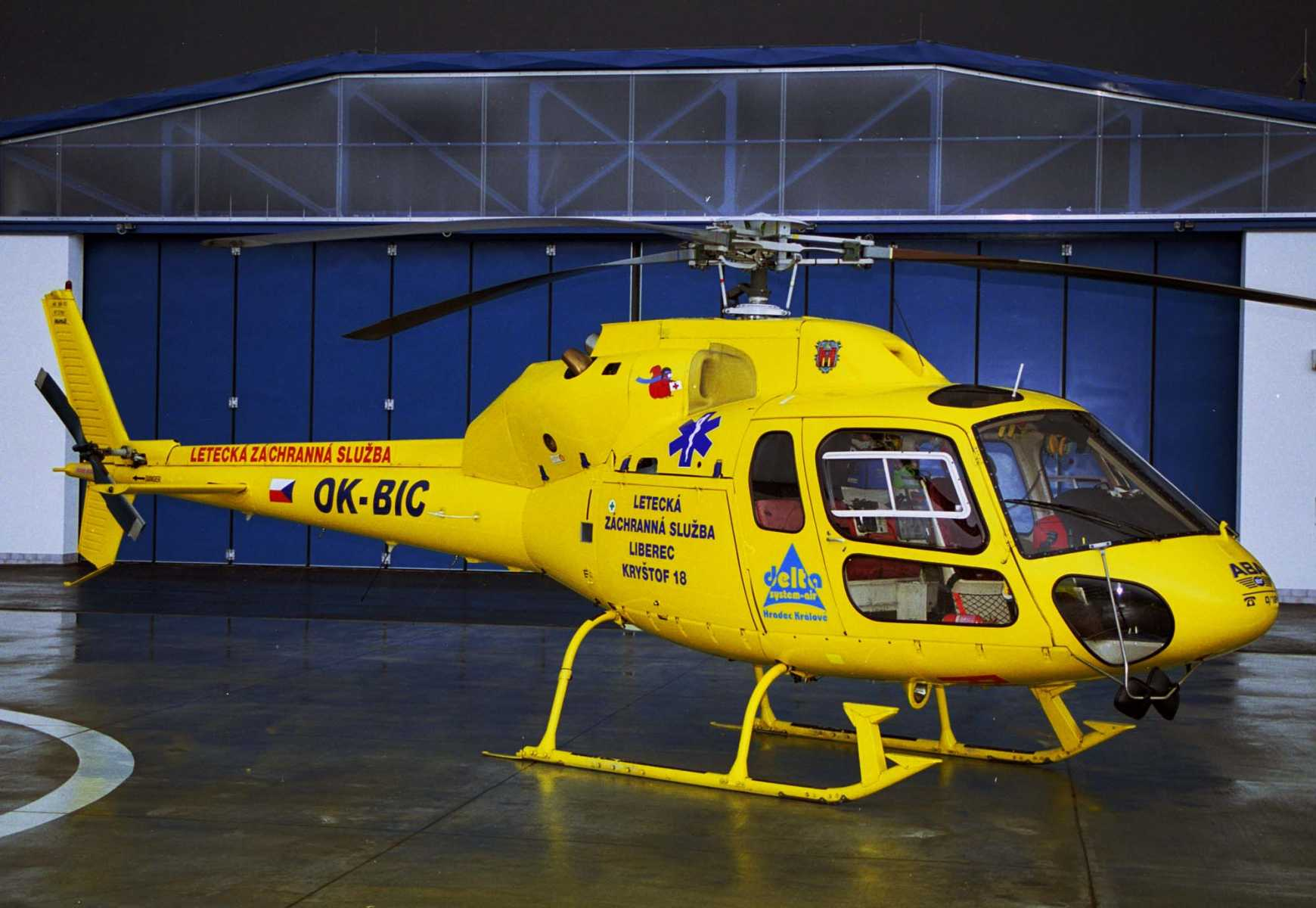
Vrtulník Eurocopter AS 355 F2 s imatrikulací OK-BIC na heliportu liberecké stanice letecké záchranné služby Kryštof 18 v roce 2002

Vrtulníky Eurocopter AS 355 Écureuil 2 se v Československu objevily poprvé v roce 1992. Využívány byly pro potřeby letecké záchranné služby. Prvním provozovatelem byla slovenská společnost ATE, která provozovala od roku 1992 dva kusy (imatrikulace OK-WIQ, OK-MIQ). Vrtulník s imatrikulací OK-WIQ se v roce 1996 dostal i do Česka. V Česku se začaly vrtulníky objevovat od roku 1996. Jejich uživatelem se stala společnost DSA, která začala ve službě nahrazovat staré vrtulníky Mil Mi-2. Její partnerská společnost Alfa Helicopter se vydala jinou cestou; staré vrtulníky Mi-2 nahrazovala stroji Bell 206. DSA měla v provozu celkem šest těchto strojů. Vrtulníky sloužily od druhé poloviny 90. let na základnách letecké záchranné služby v Ostravě (Kryštof 05), Liberci (Kryštof 18) a Ústí nad Labem (Kryštof 15). Od 29. prosince 2003 do ledna 2005 se vrtulník AS 355 objevil také ve službách letecké záchranné služby v Brně (Kryštof 04). Později došlo ke změně provozovatele, stanici převzala Letecká služba Policie ČR a do služby nasadila moderní vrtulníky Eurocopter EC 135. 3. února 2003 představila společnost DSA nový vrtulník Eurocopter EC 135. Ten se v průběhu následujících týdnů představil na všech základnách LZS, které DSA provozovala. Poté byl trvale nasazen do služby v Ostravě a nahradil tak ve službě vrtulník AS 355. V roce 2005 byly zakoupeny další vrtulníky EC 135 a docházelo tak k postupnému ukončování provozu vrtulníků AS 355. Od roku 2005 neslouží u letecké záchranné služby v Česku již žádný vrtulník AS 355. Některé vrtulníky společnost DSA odprodala do zahraničí. V současnosti (2011) má ve službě společnost DSA stále tři kusy AS 355, avšak zdravotnickou zástavbu již vrtulníky nemají, slouží k natáčení filmů, k leteckým pracím a dalším účelům.

### Seznam vrtulníků AS 355 u DSA

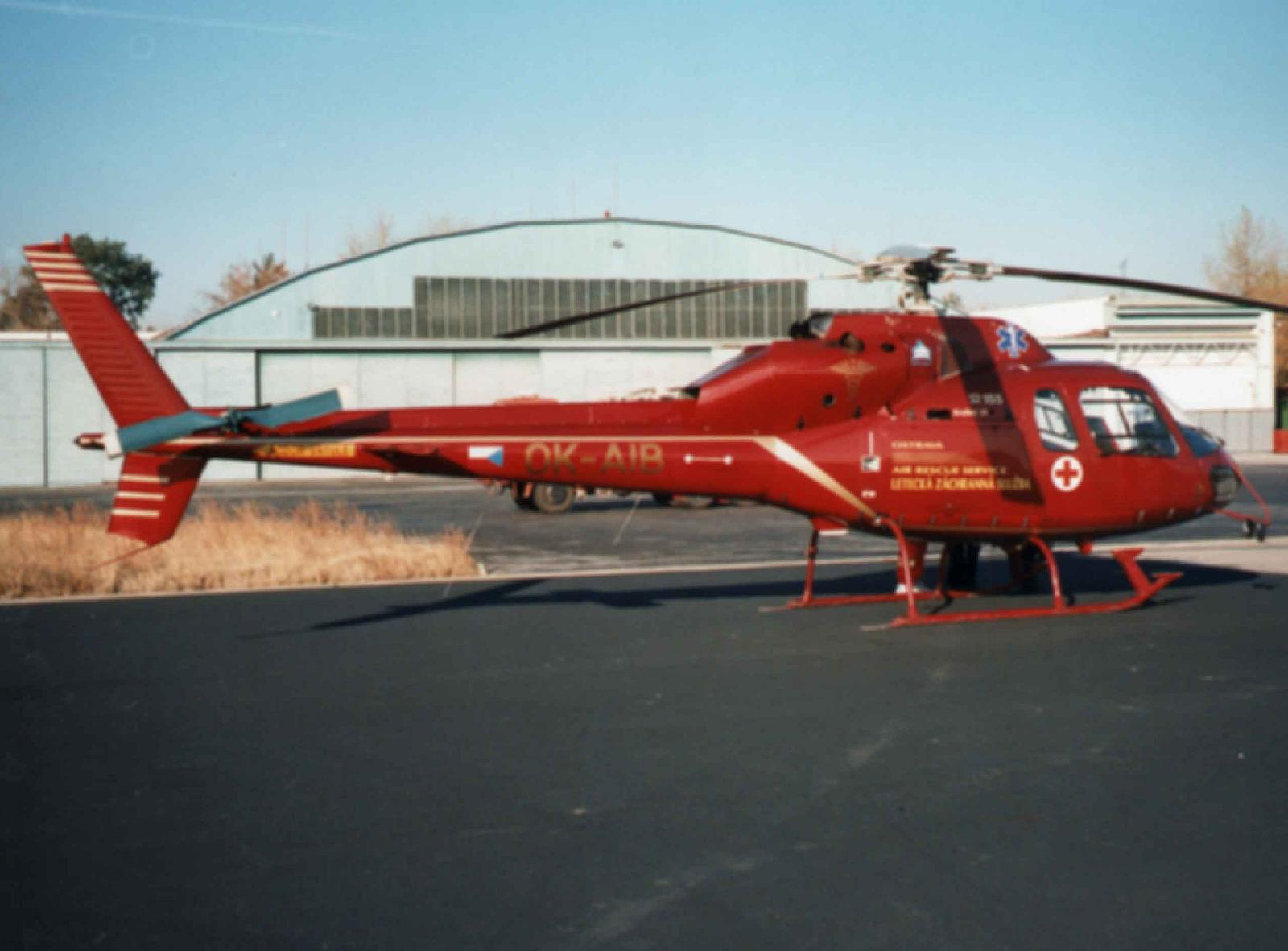
Vrtulník AS 355 F2 s imatrikulací OK-AIB havaroval 16. května 1998 u Horních Životic

Data podle vrtulnik.cz
| Varianta  | Imatrikulace | Zařazen            | Vyřazen         |
| AS 355 F2 | OK-WIQ       | 30. července 1996  | 2006            |
| AS 355 F2 | OK-AIA       | 12. ledna 1996     | v provozu       |
| AS 355 F2 | OK-AIB       | únor 1996          | 16. května 1998 |
| AS 355 F2 | OK-BIC       | 20. listopadu 1996 | v provozu       |
| AS 355 F2 | OK-MIA       | 6. října 1998      | leden 2007      |
| AS 355 N  | OK-DSN       | –                  | v provozu       |

## Specifikace (AS 350 F2)

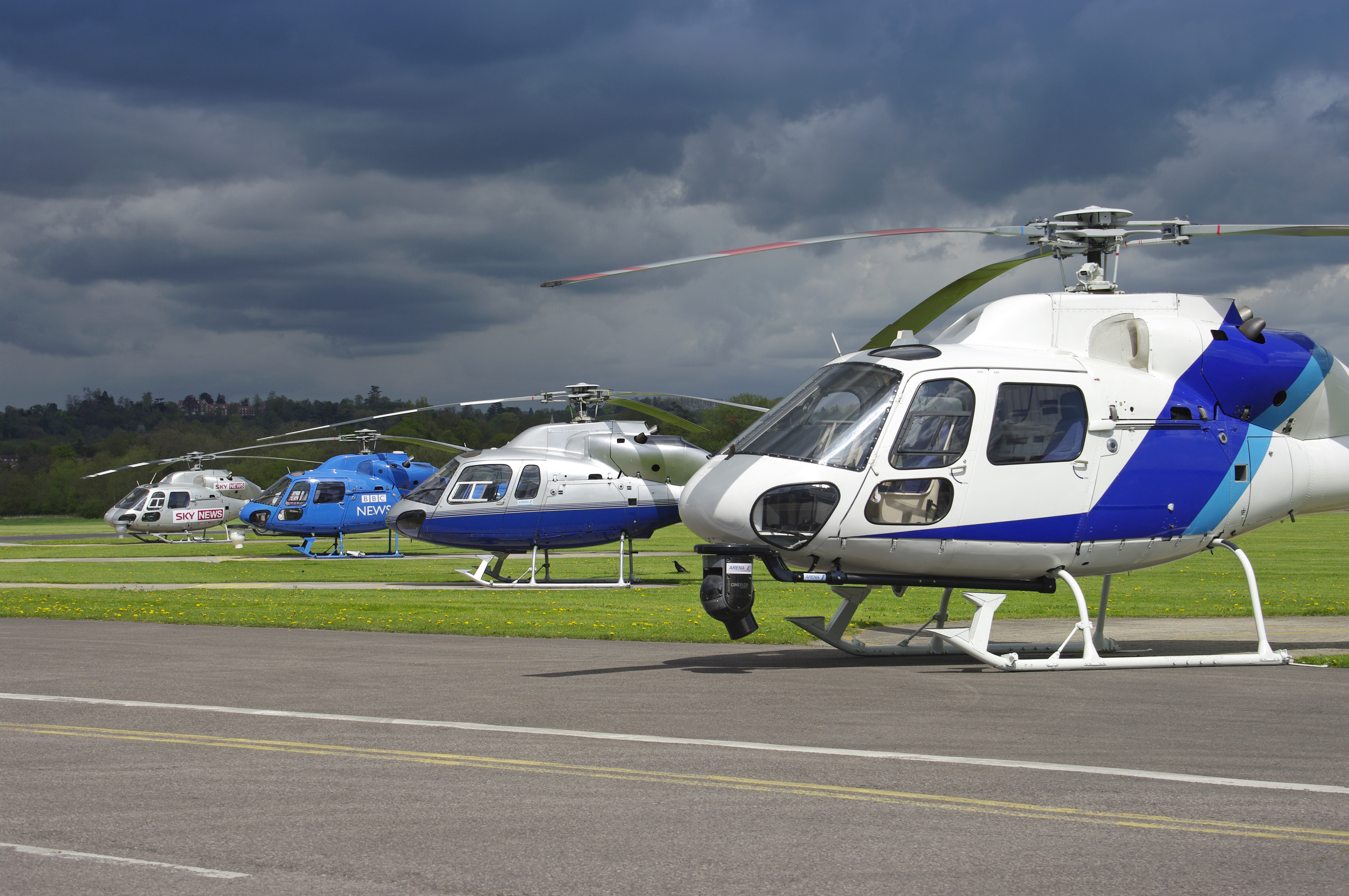
Čtyři vrtulníky AS 355

Data podle Jane's All The World's Aircraft 1988-89

### Technické údaje
- Posádka: 1 pilot
- Užitečná zátěž: 6 pasažérů
- Průměr rotoru: 10,69 m
- Délka trupu: 12,94 m
- Výška: 3,14 m
- Plocha rotoru: 89,75 m²
- Prázdná hmotnost: 1305 kg
- Maximální vzletová hmotnost: 2600 kg
- Pohonná jednotka: 2× turbohřídelový motor Allison 250-C20F, každý o výkonu 313 kW

### Výkony
- Maximální rychlost: 150 KIAS (278 km/h)
- Cestovní rychlost: 121 KIAS (224 km/h)
- Stoupavost u země: 6,5 m/s
- Praktický dostup: 3400 m
- Dolet: 703 km